# 彰化縣
彰化縣是中華民國臺灣省的縣，位於臺灣中部，東邊以八卦山脈與南投縣接壤，西邊濱臨臺灣海峽，南邊以濁水溪與雲林縣為界，北邊以烏溪與臺中市為界。縣治及最大城市為彰化市，彰化縣內轄有2市、6鎮、18鄉，共有26個鄉鎮市。彰化縣最早成立於1723年，由雍正帝取「建學立師以彰雅化」、「彰聖天子丕昌海隅之化」之意，賜名「彰化縣」。彰化縣內人口約有123萬人，是臺灣人口第一大縣，也是唯一人口超過100萬人的縣份。縣內盛產稻米，有「臺灣米倉」之譽，是臺灣農業大縣之一。地形上以平原為主，北邊屬於彰化平原，南邊則是濁水溪沖積平原，境內水流有洋子厝溪、東螺溪、員林大排等。該縣常與臺中市及南投縣合稱中彰投地區。

## 歷史

### 史前文化
彰化縣最早由臺灣原住民族巴布薩族（Babuza）居住。彰化地區的史前考古研究，始自1933年已故地質學家林朝棨及日本學者早坂一郎在八卦山發現貝塚，至今已有七十餘年的歷史。經正式調查，發掘的史前遺址共計32處，涵蓋新石器時代長達5000年的牛罵頭文化、營埔文化及番仔園文化。

### 明鄭時期
1661年鄭成功奉明朝宗室，率領軍民來臺，建立東寧王國，對臺灣西部實施統治，設置承天府、萬年縣與天興縣，當時彰化縣全境屬天興縣，但未有權行實質管轄。

### 清治時期
1684年清國派兵攻佔臺灣，將臺灣西部納入清朝版圖，在今臺南市設立臺灣府，下設臺灣縣、鳳山縣、諸羅縣三縣隸屬福建省。
1723年（雍正元年）間因來臺移民開墾人數漸多，清廷內部大臣開始建議在臺增設縣治管理，《東瀛識略》：「彰化縣本諸羅縣地。雍正元年，以土番相繼歸化，民居益繁，析縣屬虎尾溪北半線地方置縣，名彰化」。後來決議在諸羅縣境內另設新縣，以虎尾溪以北（此處虎尾溪指現今舊虎尾溪）、大甲溪以南，以「建學立師，以彰雅化」之意，取縣名為彰化，並以半線城（今彰化市）作為縣治所在地。於是開啟了彰化縣治之史。後福建巡撫王紹蘭於彰化縣碑記寫下：「實獲眾心、保域、保民，彰聖天子丕昌海隅之化歟」，附合「彰化」之名。
1731年（雍正九年）因彰化縣城以北太過廣闊，人民洽公不便，故將原屬彰化縣大甲溪以北之地，悉歸淡水廳管理；此後約一百五十年，彰化縣治理範圍為大甲溪以南、虎尾溪以北。
1875年（光緒元年），臺灣人口日增，漢人開墾佔領之地日大；於是將臺灣北部增設臺北府，而仍屬臺灣府的彰化縣，則將八卦山脈以東之山區分設“水沙連廳”（不久，改稱“埔里社廳”）。
1885年（光緒十一年）臺灣建省，再將彰化縣靠海之鹿港增設鹿港廳治理。兩年後，1887年（光緒十三年），臺灣省繼而增設一府及一直隸州，將鹿港廳併入彰化縣，而將大肚溪以北的範圍，設臺灣縣（約今臺中市範圍），此時彰化縣範圍北界大肚溪、南臨虎尾溪，東靠八卦山，西方臨海。

### 日治時期

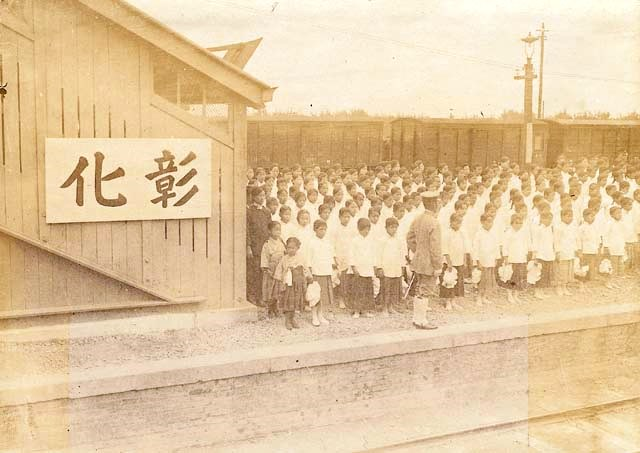
1923年彰化小學生於火車月台等候到訪的日本攝政皇太子裕仁

1895年大清於甲午戰爭失利，與日本簽訂馬關條約割臺灣歸日本所有，並重劃行政區，將臺灣簡單分置為台北、台灣、台南三縣與澎湖廳，彰化當時由台灣縣管轄。1901年再度重整行政區域，設立彰化廳，1909年與台中廳合併，彰化地區分屬五個支廳（彰化、鹿港、員林、北斗、二林）。1920年日本政府在台開始實施州、郡、街、庄制，將全台區分為5州3廳，彰化全境改隸臺中州，底下分設1州轄市（彰化市）3郡（彰化郡、員林郡、北斗郡）。爾後，日本政府在台行政區就為此為基準，無再變更。

### 二次戰後時期
1945年日本投降，同年9月1日國民政府成立臺灣省行政長官公署，並重新畫定臺灣行政區以8縣（臺北縣、新竹縣、臺中縣、臺南縣、高雄縣、花蓮縣、臺東縣、澎湖縣）、9省轄市（基隆市、臺北市、新竹市、臺中市、彰化市、嘉義市、臺南市、高雄市、屏東市）。1947年行政院會議同意廢除臺灣省行政官署，另組臺灣省政府，今彰化縣當時分屬彰化市、臺中縣北斗區、臺中縣彰化區、臺中縣員林區，臺中縣政府遷至員林鎮。1950年臺灣省政府決議將行政區再次重整，將彰化區、員林區、北斗區與省轄彰化市合併為彰化縣，並廢止區署，彰化市降格為縣轄市並為彰化縣治迄今。

## 地理

### 地形
彰化縣位於臺灣中部偏西，西濱臺灣海峽，東接南投縣，南界雲林縣，北鄰臺中市。行政區域南北長約43公里，東西寬約40公里，形狀似一等腰三角形，土地總面積約為1,074.3960平方公里，佔臺灣地區總面積的3%，是臺灣本島面積最小的縣份:1。極東、極南為二水鄉，極西為大城鄉，極北為伸港鄉:2。
彰化縣內地形可粗分為2大類，為平原跟臺地2大地形，前者為彰化平原，為臺灣西部重要平原，係屬北部烏溪及南部濁水溪聯合沖積而成，佔全縣面積為87.69%，另一地形主體—八卦臺地，則在彰化縣縣境東部，在地形上北部面積較大且坡度較緩，越往南部面積縮小，地形坡度增大。

### 台灣之最
彰化有幾項紀錄為台灣之最：
- 是臺灣本島面積最小的縣。
- 在桃園縣於民國103年（2014年）12月升格為直轄市以後，彰化縣成為全國人口最多、人口密度最高的縣，也是全國唯一一個人口超過一百萬人、人口密度每平方公里超過一千人的縣。
- 是臺灣本島唯一任一鄉鎮面積均未超過100平方公里的縣，全縣面積最大的行政區是二林鎮，該鎮面積約92平方公里。
- 是臺灣本島平均海拔最低的縣。
- 在員林鎮於民國104年（2015年）8月8日改制為縣轄市以後，全縣尚有六個鎮（和美、鹿港、溪湖、二林、田中、北斗），為全國下轄鎮數最多的縣。
- 是全國每鄉鎮平均人口最多的縣，四捨五入約47,900人。

### 水文
彰化縣主要河川有烏溪、貓羅溪與濁水溪，均由東向西流入臺灣海峽。其次尚有番雅溝排水、洋仔厝溪、員林大排水、舊濁水溪、萬興排水及二林溪等，均由東南向西北流:186，集水面積最大者為員林大排水的19,229公頃，幹線長度最長者則為舊濁水溪的34,295公尺:187。
彰化縣平原地區的灌溉轄區，可分為烏溪、八堡圳及莿仔埤圳等三大灌區，三大灌區之間亦相互以放水路輸水至另一灌溉系統。烏溪灌區主要灌溉系統有福馬圳、東西一、二圳、番子田埤、竹林埤、牛稠埤、溪頭上埤、溪頭下埤、頭汴圳、溝廖圳、新圳、新埤舊圳等:188。八堡圳灌區主要灌溉系統有八堡圳、慶豐圳、大義圳、義和一圳、義和新圳、義和二圳、義和三圳等:189。莿仔埤圳灌區主要埤圳有莿仔埤圳、永基二圳、永基三圳、深耕二圳、深耕三圳、四知圳、西堡圳、成美圳及沙山圳等:190。

## 區劃人口

彰化縣行政區劃

1950年調整行政區域，原省轄彰化市彰北、彰西、彰南、大竹4區，與臺中縣彰化區的2鎮5鄉、員林區的3鎮6鄉及北斗區的2鎮6鄉等24個鄉鎮合併獨立為彰化縣，並自線西鄉分出伸港鄉，共轄有4區25個鄉鎮:122－123。1951年將彰北、彰西、彰南、大竹四區裁撤組成縣轄彰化市，並為彰化縣縣治。2015年員林鎮升格為縣轄市。全縣轄有2市（彰化市、員林市）、6鎮（和美鎮、鹿港鎮、溪湖鎮、二林鎮、田中鎮、北斗鎮）、18鄉（花壇鄉、芬園鄉、大村鄉、永靖鄉、伸港鄉、線西鄉、福興鄉、秀水鄉、埔心鄉、埔鹽鄉、大城鄉、芳苑鄉、竹塘鄉、社頭鄉、二水鄉、田尾鄉、埤頭鄉、溪州鄉），共有26個鄉鎮市。

### 地域分區
彰化縣依地理距離形勢，所形塑的生活依存關聯度，可分為「北彰化」、「南彰化」兩大地域，並細分出八個地方生活圈，每個生活圈均為獨立的縣議員選區：
| 地域   | 核心城市 | 生活圈中心城鎮 | 中心城鎮人口 | 生活圈周邊鄉村 | 周邊鄉村人口 | 生活圈人口(2023年6月資料) |
| ------ | -------- | -------------- | ------------ | -------------- | ------------ | ------------------------- |
| 北彰化 | 彰化市   | 彰化市         | 226,518      | 芬園鄉         | 22,295       | 292,978                   |
| 北彰化 | 彰化市   | 彰化市         | 226,518      | 花壇鄉         | 44,165       | 292,978                   |
| 北彰化 | 彰化市   | 和美鎮         | 88,466       | 線西鄉         | 16,240       | 142,937                   |
| 北彰化 | 彰化市   | 和美鎮         | 88,466       | 伸港鄉         | 38,231       | 142,937                   |
| 北彰化 | 彰化市   | 鹿港鎮         | 85,007       | 秀水鄉         | 38,122       | 168,479                   |
| 北彰化 | 彰化市   | 鹿港鎮         | 85,007       | 福興鄉         | 45,350       | 168,479                   |
| 南彰化 | 員林市   | 員林市         | 122,814      | 永靖鄉         | 35,315       | 198,387                   |
| 南彰化 | 員林市   | 員林市         | 122,814      | 大村鄉         | 40,258       | 198,387                   |
| 南彰化 | 員林市   | 溪湖鎮         | 53,967       | 埔心鄉         | 33,750       | 118,894                   |
| 南彰化 | 員林市   | 溪湖鎮         | 53,967       | 埔鹽鄉         | 31,177       | 118,894                   |
| 南彰化 | 員林市   | 田中鎮         | 39,515       | 二水鄉         | 14,008       | 95,036                    |
| 南彰化 | 員林市   | 田中鎮         | 39,515       | 社頭鄉         | 41,513       | 95,036                    |
| 南彰化 | 員林市   | 北斗鎮         | 33,296       | 田尾鄉         | 25,981       | 116,785                   |
| 南彰化 | 員林市   | 北斗鎮         | 33,296       | 溪州鄉         | 28,419       | 116,785                   |
| 南彰化 | 員林市   | 北斗鎮         | 33,296       | 埤頭鄉         | 29,089       | 116,785                   |
| 南彰化 | 員林市   | 二林鎮         | 48,144       | 竹塘鄉         | 14,335       | 109,025                   |
| 南彰化 | 員林市   | 二林鎮         | 48,144       | 芳苑鄉         | 31,364       | 109,025                   |
| 南彰化 | 員林市   | 二林鎮         | 48,144       | 大城鄉         | 15,182       | 109,025                   |

### 人口
彰化縣人口有124萬人，是全國人口第一大縣，也是臺灣唯一人口多於百萬人的縣。縣內人口大多分布在縣治北彰化的彰化市與南彰化中心城市員林市，兩市人口也明顯多於縣內其他鄉鎮，而彰化市人口也近於員林市人口的兩倍。
人口遞減排列：
- 總人口20萬以上：彰化市
- 總人口10萬以上：員林市
- 總人口5至10萬：和美鎮、鹿港鎮、溪湖鎮。
- 總人口3至5萬：二林鎮、福興鄉、花壇鄉、社頭鄉、大村鄉、田中鎮、伸港鄉、秀水鄉、永靖鄉、埔心鄉、北斗鎮、芳苑鄉、埔鹽鄉。
- 總人口3萬以下：埤頭鄉、溪州鄉、田尾鄉、芬園鄉、線西鄉、大城鄉、竹塘鄉、二水鄉。

人口密度遞減排列：
- 人口密度高於2,000人/km²：彰化市、員林市、和美鎮、鹿港鎮。
- 人口密度1,000至2,000人/km²：北斗鎮、伸港鄉、永靖鄉、溪湖鎮、埔心鄉、秀水鄉、大村鄉、花壇鄉、社頭鄉、田中鎮、田尾鄉。
- 人口密度500至1,000人/km²：福興鄉、線西鄉、埔鹽鄉、埤頭鄉、芬園鄉、二林鎮。
- 人口密度低於500人/km²：二水鄉、溪州鄉、芳苑鄉、竹塘鄉、大城鄉。

## 政治

### 縣政組織
彰化縣政府是彰化縣的最高行政機關，在中華民國政府架構中屬於縣政府位階，同時負責執行中央機關委辦事項，彰化縣的自治監督機關為行政院各部會（主要為內政部）。縣長由全體縣民直接選舉產生，任期為四年，連選可連任一次。彰化縣政府並置縣政會議，為縣政最高決策機構，在縣長及副縣長之下，設有18個內部單位、6個所屬一級機關、38個所屬二級機關、215所各級學校、所幼兒園。
彰化縣縣長是彰化縣政府之行政首長，負責綜理縣政，並指揮、監督所屬職員及機構，現任縣長為中國國民黨籍的王惠美。
彰化縣議會是彰化縣的地方民意機關，代表彰化縣全體縣民立法和監察縣政府之施政。縣議員由公民直選選出，任期為四年，可連選連任。共有54位縣議員，第一選區13席縣議員、第二選區7席縣議員、第三選區6席縣議員、第四選區8席縣議員、第五選區5席縣議員、第六選區4席縣議員、第七選區5席縣議員、第八選區5席縣議員、第九選區1席縣議員，議長、副議長由54位縣議員互選產生。

### 選民結構
彰化縣具有歷年總統大選重要指標的地位，當地的選舉結果除了反映全國選情，各陣營於彰化縣得票率亦最接近全國平均。
彰化縣立法委員共分為四個選舉區，彰化縣第一選舉區（伸港鄉、線西鄉、和美鎮、鹿港鎮、福興鄉、秀水鄉），彰化縣第二選舉區（彰化市、花壇鄉、芬園鄉），彰化縣第三選舉區（芳苑鄉、二林鎮、埔鹽鄉、溪湖鎮、埔心鄉、大城鄉、竹塘鄉、埤頭鄉、北斗鎮、溪州鄉），彰化縣第四選舉區（大村鄉、員林市、永靖鄉、社頭鄉、田尾鄉、田中鎮、二水鄉），經2020年中華民國立法委員選舉後，彰化縣第十屆立法委員第一選舉區由民主進步黨籍的陳秀寳當選；第二選舉區亦由同黨籍的黃秀芳當選；第三選舉區由中國國民黨籍的謝衣鳯當選；第四選舉區由民主進步黨籍的陳素月當選。2024年4人均連任。

### 司法暨檢察機關
臺灣彰化地方法院是彰化縣的司法機關，屬於普通法院，當地居民之民、刑訴訟和審理由該機關辦理，其上訴法院為臺灣高等法院臺中分院。臺灣彰化地方檢察署是彰化縣的檢察機關，為當地檢察官執行檢察事務之執行機關。

## 文化

### 古蹟及歷史建築

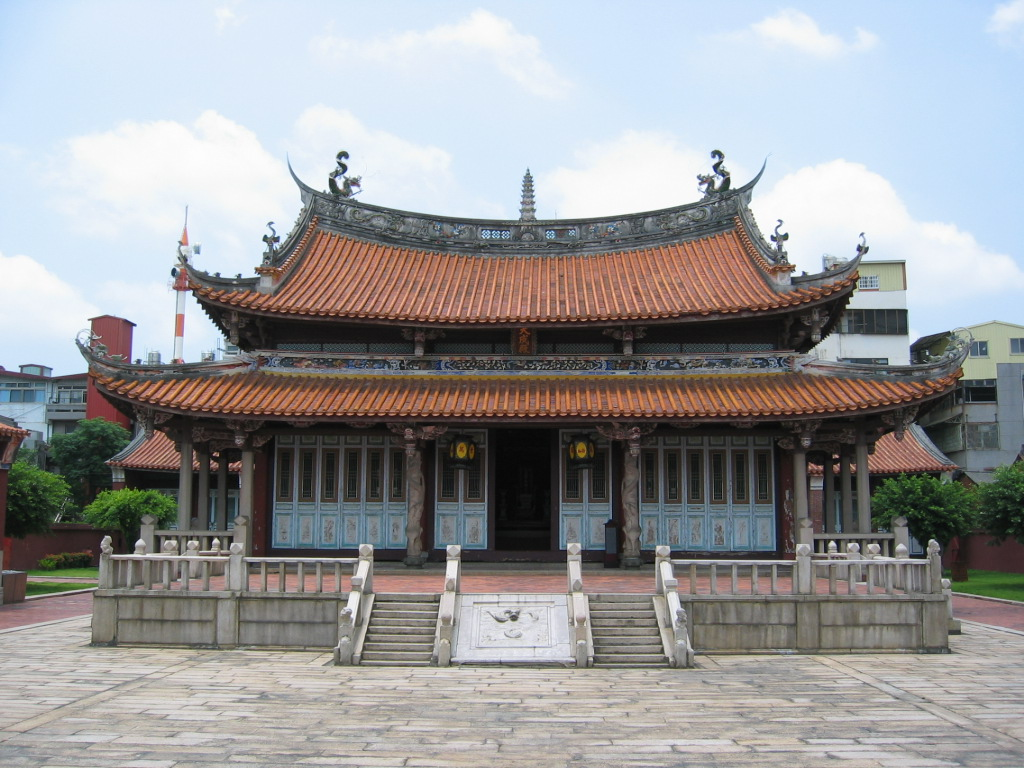
彰化孔廟大成殿

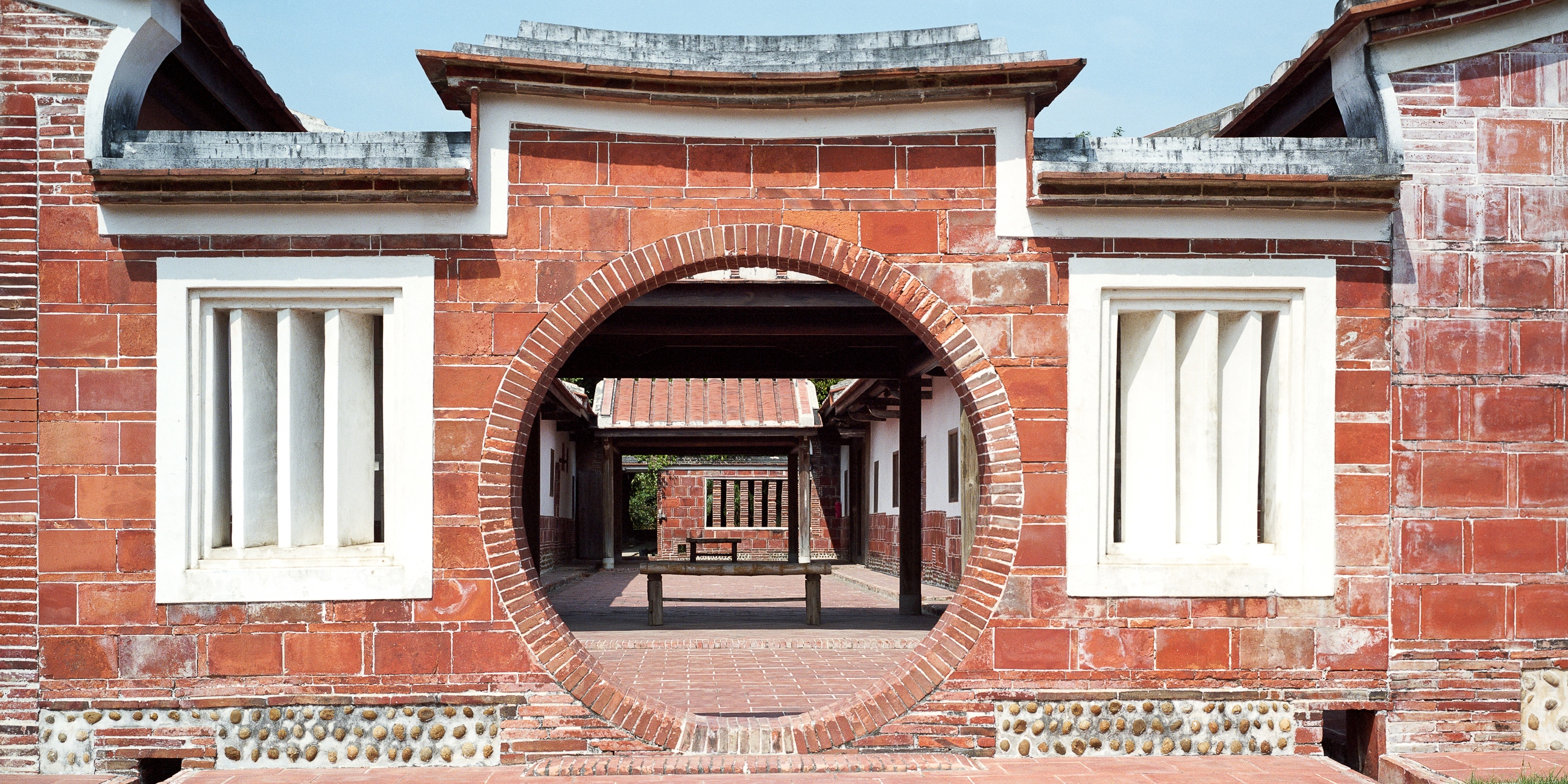
彰化傳統建築民居

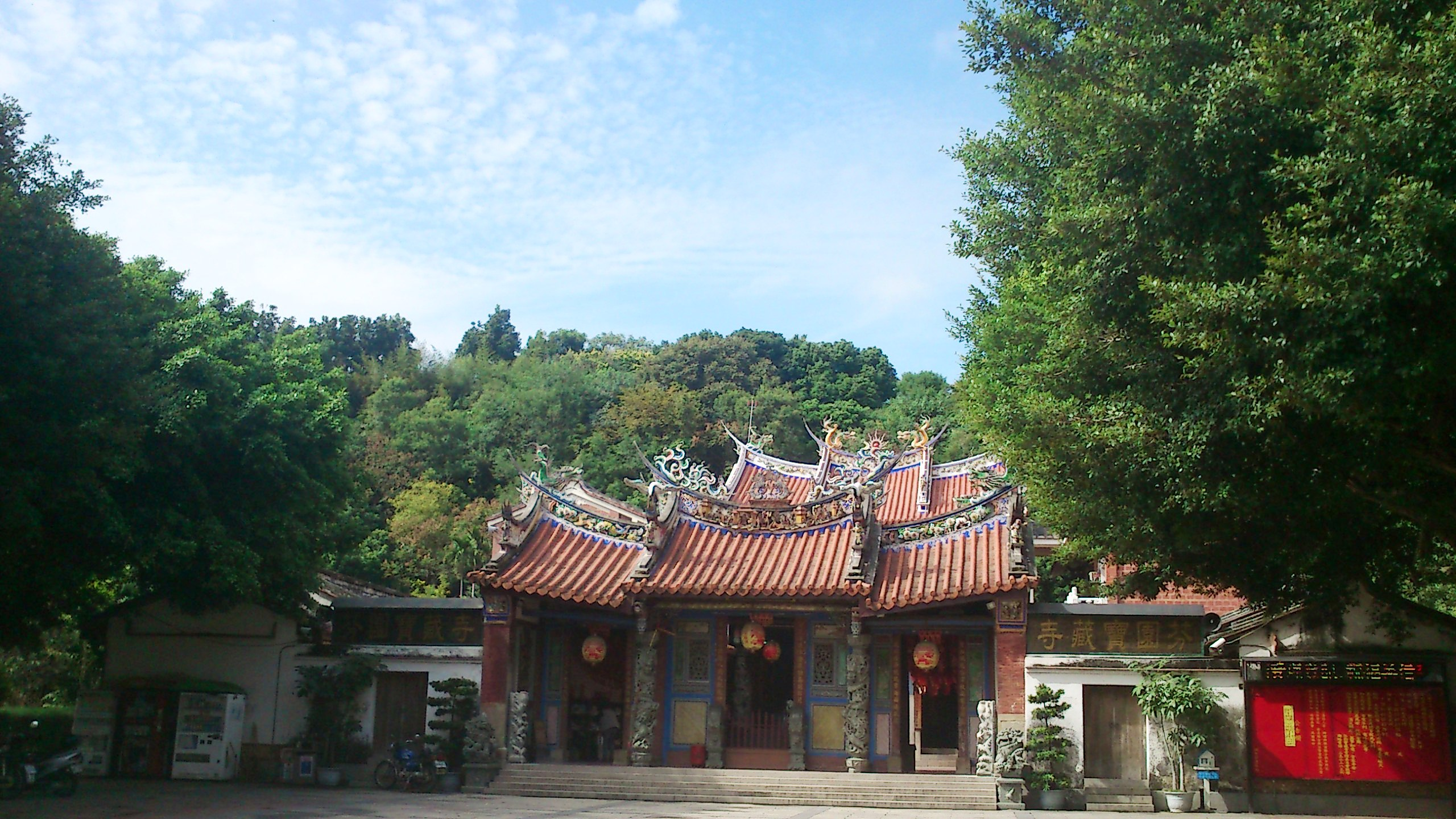
位於芬園鄉的寶藏寺

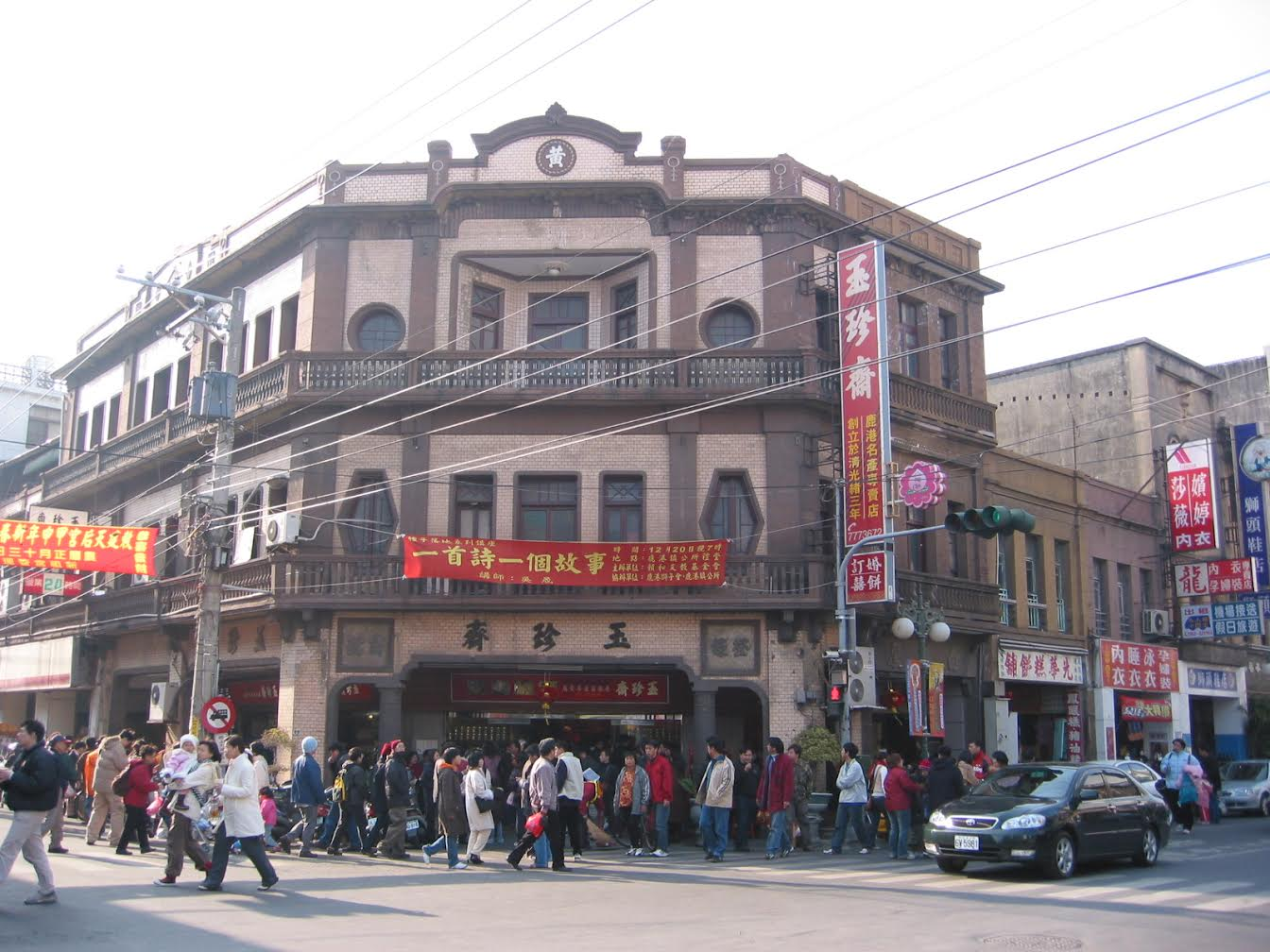
鹿港玉珍齋

彰化縣自1723年設縣，至今已300年，有「古蹟城市」的美名，縣內擁有豐富的文化資產，分別有國定古蹟6處，縣定古蹟42處、歷史建築67處及文化景觀1處，共計104處。 
- 彰化扇形車庫
- 彰化孔廟
- 彰化元清觀
- 彰化聖王廟
- 彰化南瑤宮
- 彰化關帝廟
- 彰化慶安宮
- 彰化武德殿
- 彰化鐵路醫院
- 員林興賢書院
- 馬興陳宅（益源大厝）
- 和美道東書院
- 伸港福安宮
- 芬園寶藏寺
- 鹿港龍山寺
- 鹿港天后宮
- 鹿港興安宮
- 鹿港金門館
- 玉珍齋
- 二林仁和宮

族群
客家人
分佈在永靖鄉（12.5%）、埔心鄉（7.5%）、員林市（14.4%）一帶，祖籍多為廣東省饒平縣，大多已福佬化。大城（12.1%）、竹塘（12%）、二林（16.5%）亦有日治時期遷入的四縣客家人（上述括號內為佔該區域總人口的比例）。

### 博物館
位於彰化縣境內，被中華民國博物館學會列入2004年9版《台灣博物館名錄》的博物館有：
彰化市
- 台灣鐵路管理局彰化站鐵道文物展示室
- 紅葉鄉土童玩館
- 彰化縣文化局南北管音樂戲曲館
- 彰化縣文化局文物陳列室
- 彰化縣地政文物館
- 彰化基督教醫院院史文物館
- 1895八卦山抗日保台史蹟館

### 藝文展館園區與活化修復後開放之古蹟
彰化市：
- 彰化縣立美術館
- 彰化市公會堂（現改名為彰化藝術館）
- 古月民俗館
- 原彰化第二幼稚園（民國時期改稱「大成幼稚園」）
- 彰化市武德殿
- 彰化南瑤宮媽祖文物館
- 節孝祠
- 彰化文學館
- 彰化縣立圖書館
- 國立彰化生活美學館
- 台語文創意園區
- 灰面鵟鷹主題館

鹿港鎮：
- 白蘭氏健康博物館
- 鹿港民俗文物館
- 鹿港天后宮媽祖文物館
- 彰化區漁會漁業文化館
- 秀傳醫學博物館（彰濱秀傳健康園區人體博物館）
- 台灣玻璃館
- 緞帶王織帶園區

和美鎮：
- 和美鎮立圖書館民俗文物館

二水鄉：
- 董坐石硯藝術館
- 二水螺溪石藝館

埤頭鄉：
- 台灣穀堡稻米博物館 （页面存档备份，存于）

### 文學

#### 文學史及相關論述
文學史及其相關論述方面，目前已有施懿琳、楊翠合著的《彰化縣文學發展史》出版、賴萬發總編輯的《文化的源頭活水─談民間文學的重要》。彰化地區的地方傳說、民間文學、俗語、文學獎以及古典文學等議題，已有一些中文、台文系所的師生研究，博碩士論文有：陳嘉雀〈彰化縣地方傳說研究〉、趙雅玲〈大肚地區民間文學之研究〉、曹榮科〈民間故事采錄研究─以彰化縣為探討中心〉、林賜煙〈彰化市俗語研究〉、張宏誠〈台灣解嚴後縣市文學獎研究(1987~2010)〉、劉麗卿〈清代台灣八景與八景詩〉等；期刊論文則有：施懿琳〈近十年彰化地區古典文學新增史料與研究結果〉一文。

#### 民間文學
彰化縣文化局陸續出版「彰化縣民間文學集」系列書籍，收錄境內各鄉鎮縣市的歌謠、故事、謎語、諺語等文學作品。除了民間文學的採輯、整理、出版，文化局也曾發起「大家寫村史」活動，集結民眾的作品出版成書。

#### 基金會、文學團體
推廣及贊助文學活動的基金會，目前有「彰化縣文化基金會」、「賴和文教基金會」、「財團法人彰化縣賴許柔文教基金會」。；地方性的文學社團有「彰化縣國學研究會」、「彰化縣香草吟社」、「彰化縣詩學研究協會」。

#### 文學活動
彰化縣文化局每年舉辦「磺溪文學獎」徵文活動，以及得獎作品的集結出版。除此之外，文化局持續出版「彰化文獻」雜誌及「磺溪文學：彰化縣作家作品集」等活動，也舉辦了「文化講座」、「大家來寫村史」等活動。2002年，文化局舉辦「洪醒夫作品學術研討會」，並在事後將學者論文集結出版。

#### 縣籍作家
- 在彰化縣出生的作家、文學評論者：光泰（本名：宋光泰）、扶疏（本名：黃素芬）、李瑛棣、周定山（本名：周火樹）、洪荒（本名：沈珮君）、曹開、陳亞南、陳美倫、陳景容、陶禮君、曾維瑜、游禮毅（本名：游禮益）、鄭仰貴、嶺月（本名：丁淑卿） [24]、潘榮禮、林亨泰、吳晟、康原、洪醒夫。
- 曾被縣文化局出版過作品的日治時期活躍的作家：吳慶堂、翁鬧、楊守愚、王白淵、周定山、林荊南
- 戰後活躍的作家：曹開、張良澤、施翠峰、陳恆嘉、施善繼、渡也、康原、喬洪、高鳳池、劉靜娟、張秀民、潘榮禮、陳瑞壁、陳銘堯、陳潔民、陳明克、陳胤、陳文和、陳幼馨、陳謙、劉錦得、黃文、尤增輝、紀小樣、林金郎、林麗雲、楊焜顯、張育銓、洪長源、陳室如、洪麗玉、張洪禹、曹如娟、王宗仁、巫仁和、施坤鑑、瞿毅、劉榮進、韓甲麗、謝崇耀、劉正盛、林佳慧、張聰敏、江寶珠、扶疏、楊錦郁、賴文誠、陳思宏等人。

#### 戲曲活動
- 南北管音樂戲曲館
- 傳統音樂戲曲傳習計畫：由縣文化局每年開設研習班，聘請藝師傳授北管樂、南管樂、七子戲、九甲戲、亂彈戲、崑曲等傳統音樂與戲曲，供一般民眾報名參加。
- 彰化國際傳統戲曲節

## 體育
- 福爾摩沙台新夢想家－P. LEAGUE+創始球隊
- 台灣米倉田中馬拉松－臺灣四大馬拉松之一
- 戀戀二水 跑水馬拉松
- 電競隊伍HL帥氣獅-為TeSL甲組電競聯賽的其中一支隊伍
- 彰化藝術高中棒球隊，國中部棒球隊

## 醫療
- 財團法人彰化基督教醫院
  - 南郭本院區
  - 中華路院區
  - 員林分院
  - 鹿港分院
  - 路加分院
  - 鹿東分院
  - 二林分院
  - 田中分院(興建中位於彰化高鐵特區)
- 社團法人秀傳紀念醫院
  - 彰化本院
  - 彰濱分院(鹿港彰濱工業區)
- 北斗卓醫院
- 員生醫院醫療體系
- 漢銘醫院
- 衛生福利部彰化醫院
- 彰化明德醫院

## 教育

### 大專院校
| # | 學校名稱         | 學校地址                   | 校地    | 學生人數 | 網址                        |
| 1 | 國立彰化師範大學 | [500-07] 彰化市進德路1號   | 524,634 | 8,643    | 首頁 （页面存档备份，存于） |
| 2 | 私立大葉大學     | [515-91] 大村鄉學府路168號 | 238,147 | 10,097   | 首頁 （页面存档备份，存于） |
| 3 | 私立建國科技大學 | [500-49] 彰化市介壽北路1號 | 98,575  | 8,070    | 首頁 （页面存档备份，存于） |

### 普通型高級中等學校
- 國立彰化女子高級中學
- 國立彰化高級中學
- 國立員林高級中學
- 國立溪湖高級中學
- 國立鹿港高級中學
- 縣立彰化藝術高級中學
- 縣立二林高級中學
- 縣立成功高級中學
- 縣立田中高級中學
- 縣立和美高級中學
- 私立精誠高級中學
- 私立正德高級中學
- 天主教文興完全中學

### 技術型高級中等學校
- 國立彰化師範大學附屬高級工業職業學校
- 國立彰化高級商業職業學校
- 國立員林高級農工職業學校
- 國立員林崇實高級工業職業學校
- 國立員林高級家事商業職業學校
- 國立永靖高級工業職業學校
- 國立二林高級工商職業學校
- 國立秀水高級工業職業學校
- 國立北斗高級家事商業職業學校
- 國立和美實驗學校高職部
- 私立正德高級商工職業學校
- 私立達德高級商工職業學校
- 私立大慶高級商工職業學校

### 特教教育
- 國立彰化特殊教育學校
- 國立和美實驗學校

## 交通

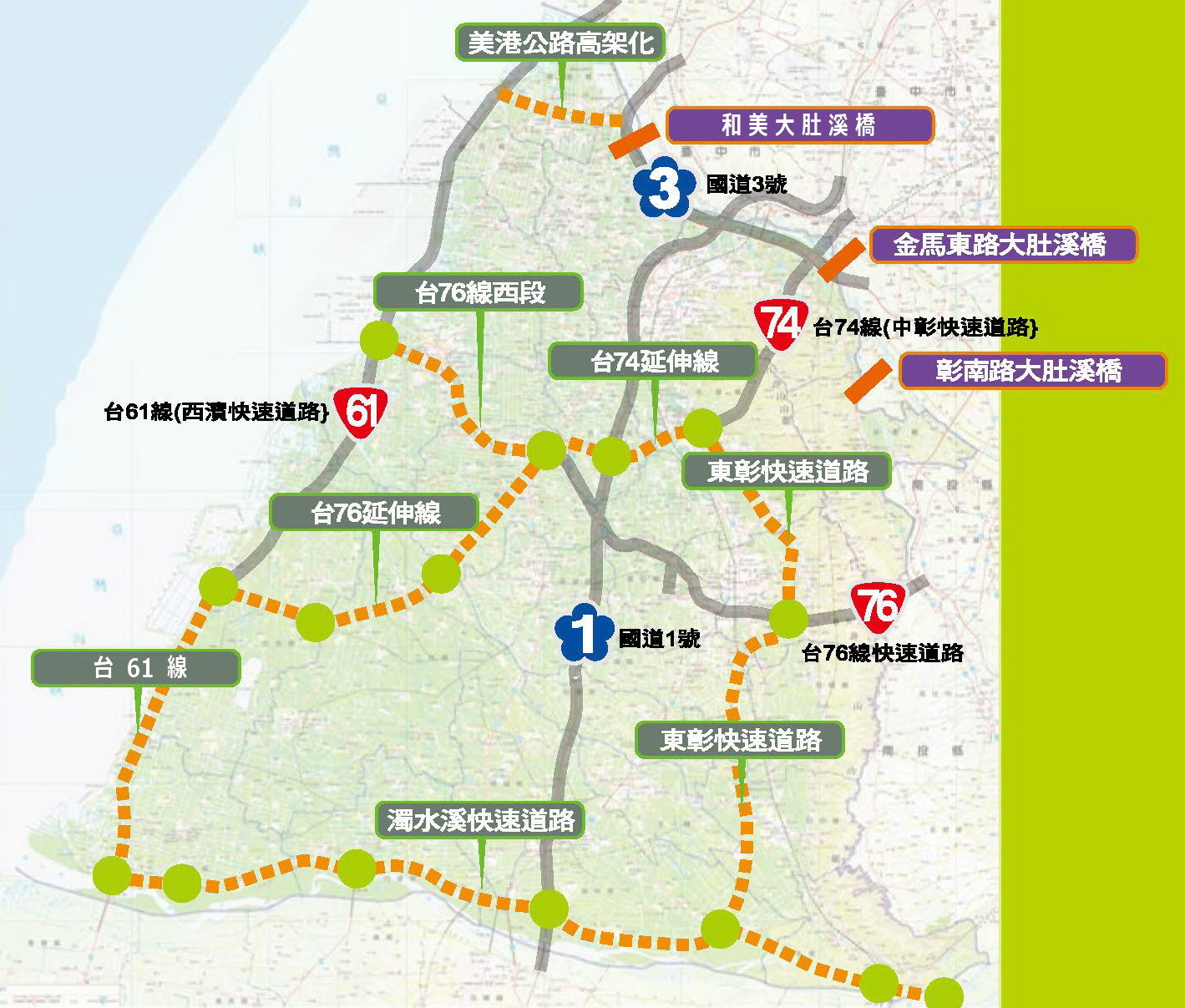
彰化縣公路交通規劃示意圖

### 鐵路運輸
- 縱貫線、集集線

臺鐵縱貫線在竹南車站以南分歧山、海兩線後，於彰化車站以北會合。彰化車站內設有電聯車維修基地，更有全國僅存的扇形車庫。員林車站為彰化縣第一個鐵路高架化車站。
昔日縣境內糖業鐵路幾乎遍佈每一鄉鎮，並兼辦客運。今日僅溪湖糖廠仍有觀光用短途行駛，且原糖鐵溪湖車站也距觀光五分車站一段距離，其餘多已廢置或拆除。

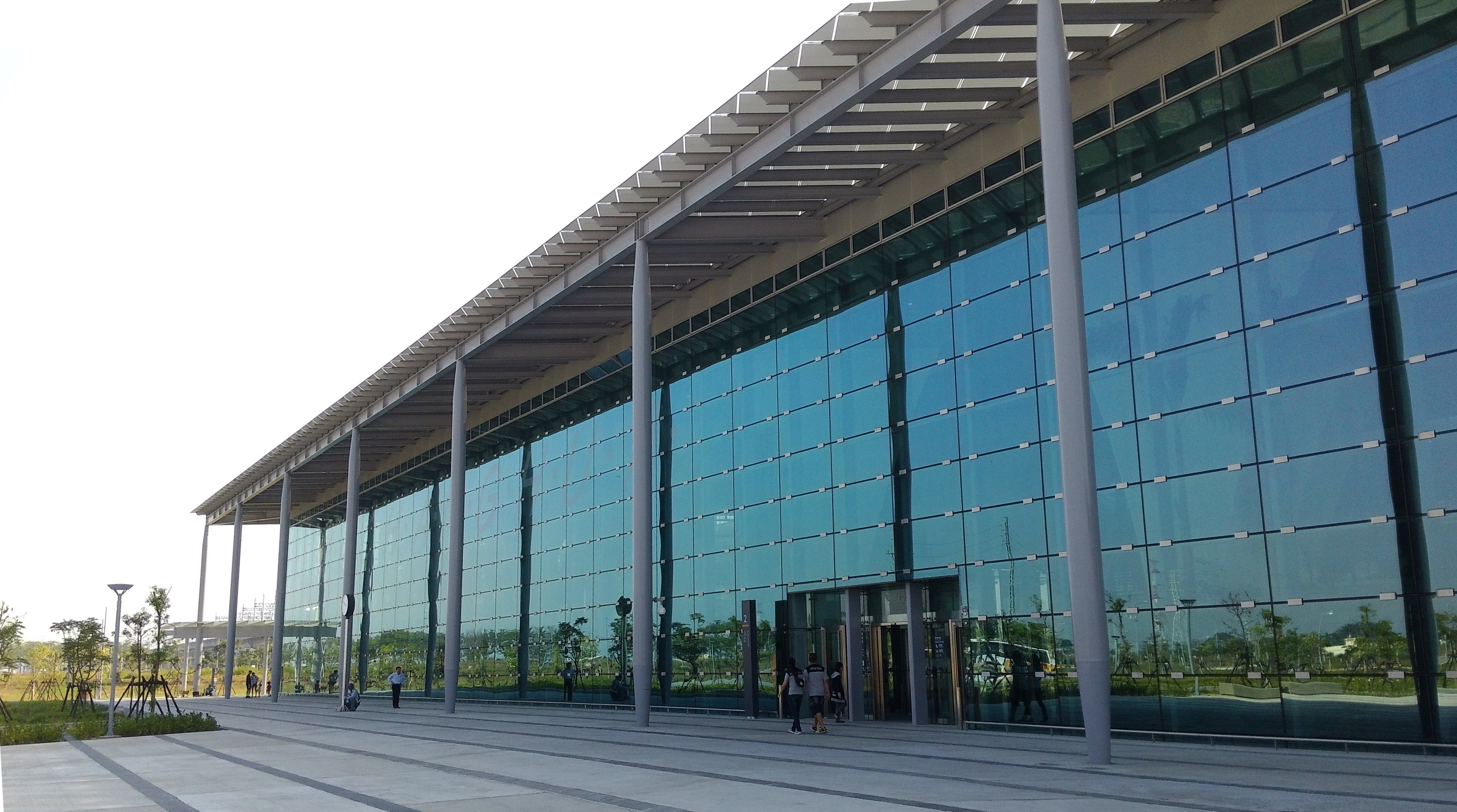
高鐵彰化站

位於田中鎮「高速鐵路彰化車站特定區」的高鐵彰化站是台灣高鐵的鐵路車站，於2015年12月1日通車啟用，距離彰化市區車程約為40至50分鐘，距離員林車程約為25至35分鐘，距離南投市區車程約為30至40分鐘。
捷運方面，目前除了規劃中的臺中捷運綠線彰化延伸線之外，彰化縣政府也規劃興建彰化捷運鹿港線與和美線，兩線都將以彰化車站為起點，鹿港線終點規劃於鹿港轉運站，和美線終點規劃於和美鎮公所對面的停車場。
彰化市區鐵路高架化建設計畫，通稱「彰化鐵路高架化」，是將現有的彰化車站改建為高架車站，同時新增金馬車站與中央車站等2座高架通勤車站，計畫路線總長度約為9.5公里，目前已通過可行性研究，進入綜合規劃程序。此外，為增加高鐵彰化站聯外交通選項，將由田中車站新增分歧支線田中線，作為高鐵彰化站的聯絡線，已於2024年12月開工，預定於2029年完工。

### 公車客運
- 彰化縣市區公車

- 台中市市區公車

臺中市市區公車為臺中市公捷處主管之公車路線，以臺中市為營業區域，並有部分路線延長至苗栗縣（苑裡鎮、三義鄉、卓蘭鎮、泰安鄉）、南投縣草屯鎮、彰化縣彰化市。目前有101路（水湳－彰化）及180路（沙鹿－彰化）等2條路線行經彰化縣，分別由台中客運及巨業交通兩業者經營。

### 公路交通
通過彰化縣境內國道高速公路有中山高速公路及福爾摩沙高速公路。中山高速公路，即國道一號，在彰化縣內設有3個一般交流道（彰化交流道、員林交流道、北斗交流道）及2個系統交流道（彰化系統交流道、埔鹽系統交流道）。福爾摩沙高速公路，即國道三號，在彰化縣內設有2個一般交流道（和美交流道、快官交流道）及1個系統交流道（彰化系統交流道）。彰化系統交流道是國道一號與國道三號的三個交會點之一，也是此兩條高速公路最南邊的交會點。
彰化縣境內共有13條省道，南北縱貫省道有台1線、台1丙線、台14乙線、台14丁線、台17線、台19線、台61線、台74甲線，東西橫貫省道有台14丙線、台14丙線、台61乙線、台76線，環狀省道有台74線。台61線為西濱快速公路，在彰化縣內設有9個交流道（伸港交流道、線西交流道、洋厝交流道、鹿港交流道、福興交流道、漢寶交流道、王功交流道、芳苑交流道、大城交流道）。台74線為中彰快速公路，在彰化縣內設有2個交流道（快官交流道、成功交流道），其中成功交流道位於彰化市與臺中市烏日區交界處。台76線為東西向快速公路芳苑草屯線，在彰化縣內設有6個交流道（芳苑交流道、萬興交流道、埔鹽交流道、埔心交流道、員林交流道、林厝交流道）及1個系統交流道（埔鹽系統交流道），其中萬興交流道至埔鹽交流道中間路段尚未完工通車。芳苑交流道為彰化縣境內唯一兩條快速公路交會處的交流道，連接台61線與台76線。

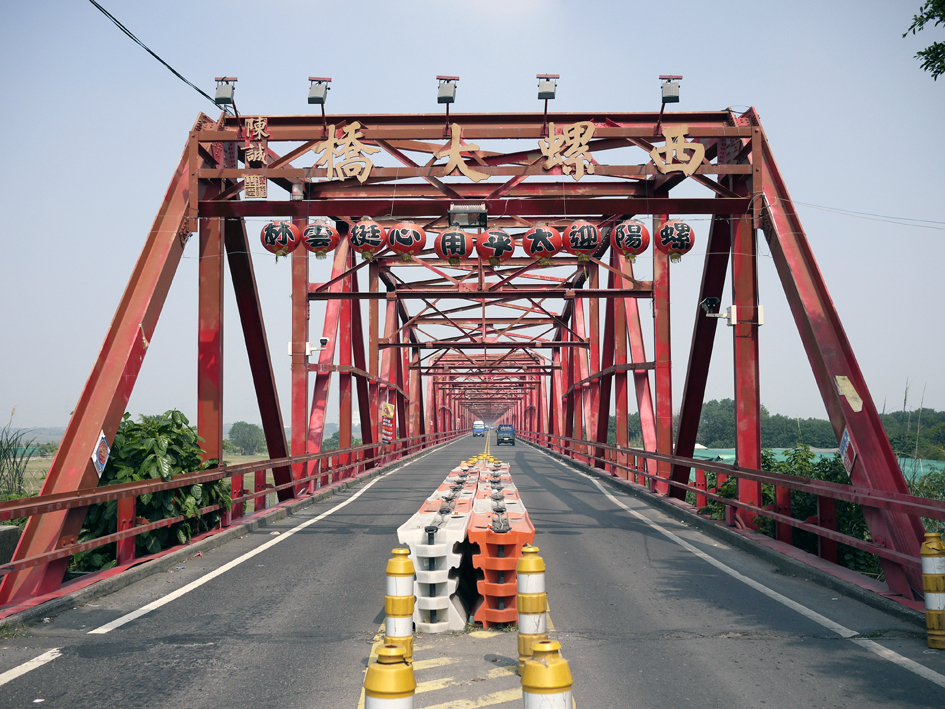
縣道145號的西螺大橋，連接北邊的彰化縣溪州鄉與南方的雲林縣西螺鎮

彰化縣境內共有縣道14條、支道3條。跨縣市縣道有縣道139號、縣道141號、縣道145號、縣道148號、縣道150號、縣道152號。全線在縣內的縣道有縣道134號、縣道135號、縣道137號、縣道138號、縣道142號、縣道143號、縣道144號、縣道146號。跨縣市的縣道支號有縣道139乙號。全線在縣內的縣道支號有縣道138甲號、縣道146甲號。
除了上述公路，彰化縣還有鄉道公路系統存在，遍佈全縣。

### 公共自行車
2014年5月，彰化縣政府與YouBike微笑單車簽約合作，促使彰化縣成為中臺灣第一個推動「公共自行車租借系統」的縣市，也是臺北市以外第一個導入YouBike的縣市。11月2日，彰化YouBike使用人數突破百萬人次。2018年1月15日，彰化YouBike使用人數突破千萬人次。2021年6月30日，彰化縣政府與YouBike微笑單車合約到期。至11月10日起，彰化縣政府改與運點科技簽約合作，公共自行車系統轉為Moovo智慧單車。2022年11月30日，彰化Moovo使用人數突破130萬人次。資料截至2024年11月21日，Moovo系統已於彰化縣內設有117個租賃站點，可跨縣市借/還車，提供民眾租借使用。

## 旅遊

### 觀光景點

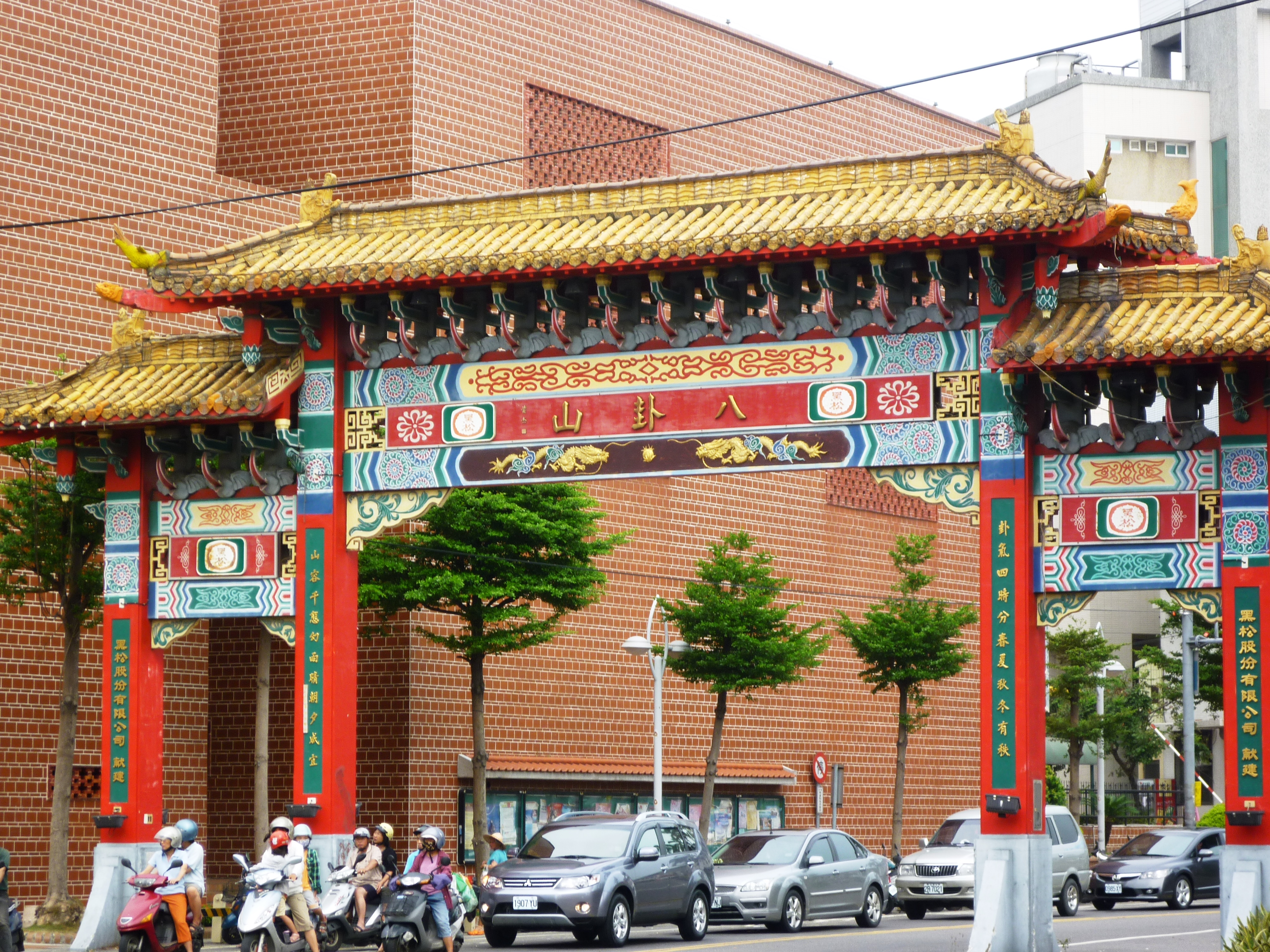
在彰化市東民街設立的入口牌坊題「八卦山」三字，為遊客進入風景區具代表性觀光地標之一

- 八卦山風景區
- 永樂形象商圈（彰化永樂街）
- 田尾公路花園
- 溪湖糖廠
- 百果山
- 溪州公園（原彰化花博）
- 八堡圳公園
- 二林綠色隧道（縣道143線十三戶路段）
- 王功
- 福寶濕地
- 台大蘭園
- 三春老樹
- 八卦窯
- 魚苗寮
- 虎山巖
- 彰化元清觀
- 彰化開化寺
- 彰化南瑤宮
- 田中森林公園
- 長青登山步道
- 長青自行車道
- 二水觀光自行車園道
- 北斗河濱公園
- 北斗奠安宮
- 肉粽角
- 大肚溪口濕地
- 縣道139號自行車道
- 埔鹽鄉青春活力自行車道
- 清水岩溫泉[49]

### 活動舉辦
- 「花在彰化」於每年春節至元宵間在溪州公園舉辦
- 「2012台灣燈會在彰化」於鹿港鎮，主燈目前展示於員林市龍燈公園
- 鹿港慶端陽-龍舟賽
- 王功漁火節
- 芳苑海牛節
- 二水跑水節
- 田中馬拉松
- 社頭襪子節

### 名產、特產
- 彰化市：爌肉飯、肉圓、涼圓、貓鼠麵、菜麵(素食麵)、蛤仔麵、肉包、桂圓蛋糕、不二坊蛋黃酥、大元麻糬、糯米炸
- 和美鎮：和美碗粿、和美素食、北勢頭肉圓、噴水貢丸
- 鹿港鎮：傳統喜餅、糕餅、海綿蛋糕、杏仁酥、芋沙餅、新鮮海產、麵線糊、肉包
- 伸港鄉：洋蔥、蒜頭、蚵仔
- 線西鄉：皮蛋
- 福興鄉：牛奶
- 埔鹽鄉：菜乾、糯米
- 秀水鄉：豌豆
- 溪湖鎮：羊肉爐、巨峰葡萄、韭菜、草莓、葡萄、枝仔冰
- 花壇鄉：竹筍、茉莉花、西施柚、楊桃、稻米
- 大村鄉：葡萄、大餅
- 員林市：蜜餞、雞腳凍、九重稞、米糕、牛肉麵、肉圓、拉仔麵、圓仔冰、米苔目、蘋婆、椪柑
- 永靖鄉：果苗、盆栽、花卉
- 埔心鄉：金蜜芒果
- 二林鎮：蕎麥、薏仁、金香葡萄、葡萄酒、火龍果、赤牛麵
- 芳苑鄉：花生、蚵仔煎等海產
  - 王功：蚵仔、炸粿物、鹼粽冰
- 社頭鄉：番石榴、荔枝、龍眼、鳳梨、白柚、蘿蔔糕、米糕
- 田中鎮：香油、麻油
- 田尾鄉：花卉
- 芬園鄉：米粉、荔枝、鳳梨
- 二水鄉：白柚、火燒麵、濁水溪螺溪石硯
- 北斗鎮：肉圓、豬肉乾、花生糖、北斗馨油、洪瑞珍三明治本舖、芫荽
- 溪州鄉：羊肉、芭樂、黑米
- 大城鄉：蕎麥麵、羊肉爐
- 竹塘鄉：南瓜米粉
- 埤頭鄉：稻米

### 小吃
- 肉圓：縣內有彰化肉圓、北斗肉圓、大竹肉圓等，遠近馳名。
- 肉包：彰化市、鹿港鎮皆有不少知名商家。
- 蚵仔煎、蚵仔嗲：以王功漁港及鹿港老街上商家的最受歡迎。
- 爌肉飯：彰化市知名商家甚多。
- 燒酒螺：以王功漁港、鹿港老街上及八卦山大佛區都有。
- 貓鼠麵
- 拉仔麵：員林特有小吃。
- 糯米炸：彰化市知名小吃。
- 蛤仔麵：彰化市特有小吃。

## 商業活動

### 百貨公司
- 中友百貨彰化店（預計2026年）[50]

### 量販店
- 家樂福彰化店
- 大潤發員林店

### 超級市場
- 全聯福利中心
- 楓康超市
- 喜美超市
- 省錢超市
- 大盤大超市

## 國際交流
- 日本長野縣
- 日本北海道旭川市[51]
- 法國新亞奎丹大區洛特-加龍省[52]

## 未來重大建設
- 彰化市鐵路高架化計畫
- 彰化市東區擴大都市計畫
- 彰化市西區交流道特定區計畫
- 台中捷運綠線延伸彰化
- 彰北捷運計畫
- 彰化市大埔截水溝堤岸道路拓寬
- 二林鎮精密機械園區
- 東彰快速道路新闢工程
- 洋仔厝溪堤岸道路拓寬工程
- 彰南捷運計畫
- 台鐵田中支線計畫
- 臺中大肚-彰化和美跨河橋梁工程
- 台76線芳苑二林延伸線新建工程

## 外部連結
- 彰化縣政府 （页面存档备份，存于）
- 花現彰化-彰化縣政府新聞處的Facebook專頁
- 彰化縣衛生局的Facebook專頁
- YouTube上的彰化縣政府新聞處頻道